# Lapin à queue blanche
Sylvilagus floridanus
Espèce
Répartition géographique
Statut de conservation UICN

 LC  : Préoccupation mineure
Le Lapin à queue blanche ou Lapin de Floride (Sylvilagus floridanus) est une espèce de la famille des léporidés. Sa distribution correspond à l'est de l'Amérique du Nord à partir du Canada jusqu'au nord de l'Amérique du Sud. Il est d'un brun grisâtre.

## Caractéristiques

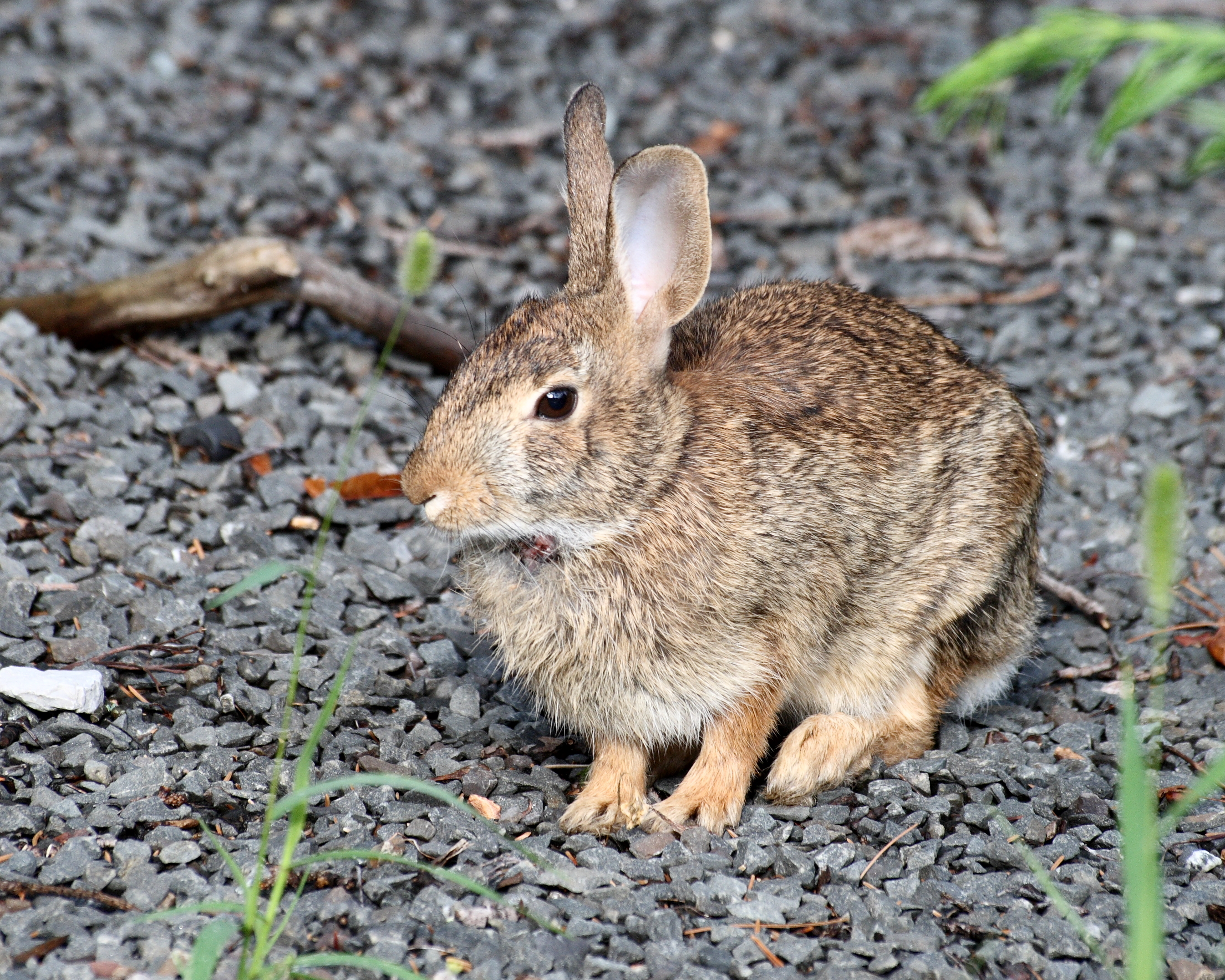
Le Lapin à queue blanche a un pelage brun grisâtre.

Le Lapin à queue blanche a un pelage grisâtre au niveau du corps et brun cannelle au niveau de la nuque. Son pelage ne devient pas blanc durant la saison hivernale au contraire du Lièvre d'Amérique. Pour le différencier du Lapin de Nouvelle-Angleterre (Sylvilagus transitionalis), il faut regarder le pelage. En effet, le Lapin de la Nouvelle-Angleterre n'a pas la nuque couleur cannelle et a une tache noire entre les deux oreilles.
Il a une longueur totale de 37,5 à 49 cm incluant une queue de 3,9 à 7 cm de long. Ses pieds mesurent entre 8 et 10,8 cm et ses oreilles entre 5,3 et 6,6 cm. Les individus adultes ont un poids compris entre 1,1 et 1,5 kg tandis que les nouveau-nés pèsent entre 25 et 35 g. Les mâles ont une taille légèrement supérieure à celle des femelles. Le Lapin à queue blanche jouit d'une ouïe très sensible, d'un odorat fin et d'une vue très développée. Les matières fécales du Lapin à queue blanche ont la forme de petites sphères.
Sa longévité est de trois ans en milieu naturel et elle peut atteindre dix ans en captivité.

## Comportement

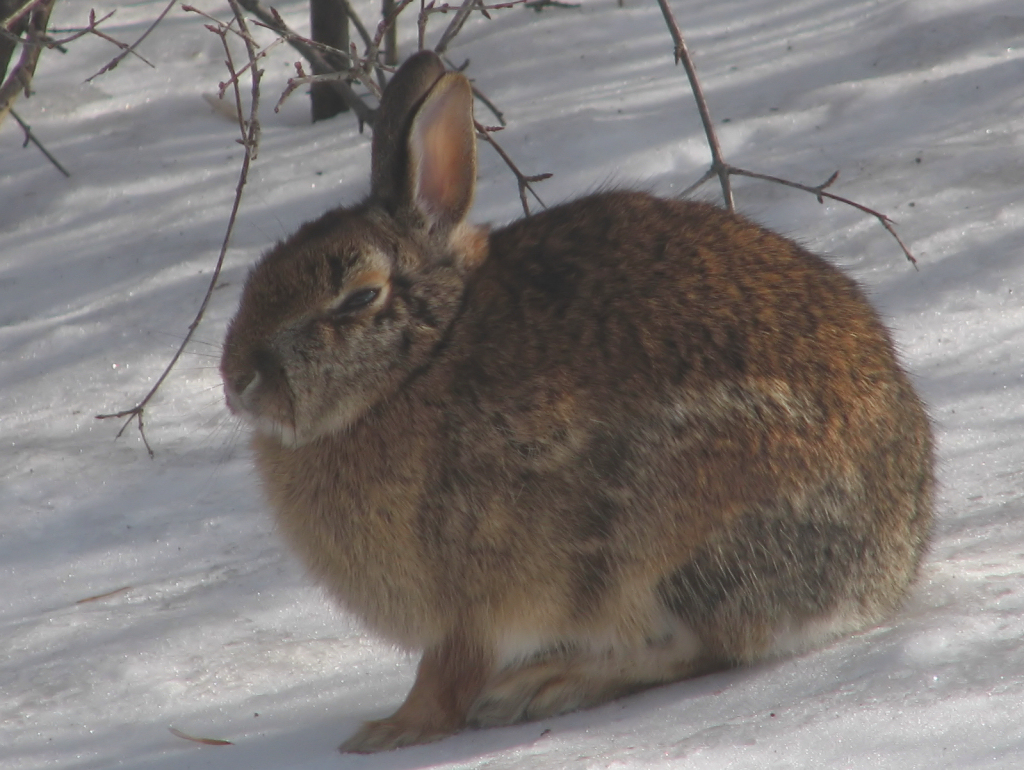
Lapin à queue blanche en hiver.

Il demeure actif durant l'hiver sous les nuits où il fait tempête. D'ailleurs, il lui arrive de se creuser des tunnels dans la neige. Il est un animal nocturne qui vit surtout à l'aube et au crépuscule. Il utilise souvent les mêmes sentiers afin de se déplacer. Il vit de manière solitaire sauf durant la période de reproduction et la période où les petits sont élevés.

## Alimentation
Le régime alimentaire du Lapin à queue blanche est composé de plusieurs espèces végétales herbacées comme le pissenlit, le plantain, le solidago et le trèfle. Durant la saison hivernale, il broute l'écorce, les ramilles ainsi que les bourgeons des arbustes et d'arbrisseaux tels que l'aulne, le bouleau, le chêne, l'érable, le framboisier, le peuplier et le pommier pour se nourrir.

## Prédation
Le Lapin à queue blanche a plusieurs prédateurs différents dont les oiseaux de proie, la belette, le coyote, le lynx roux, la martre d'Amérique, le pékan, le raton laveur et le renard roux. Les chats et les chiens domestiques font aussi partie de la liste de ses prédateurs. Sous la menace, le Lapin à queue blanche peut partir à la course en zigzaguant jusqu'à ce qu'il soit sous couvert à une vitesse pouvant atteindre 30 km/h. Il peut aussi s'écraser sur le sol pour tenter de ne pas être aperçu.

## Reproduction

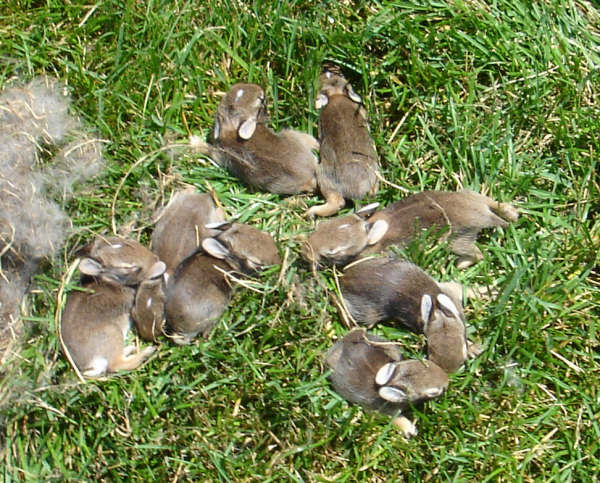
Petits Lapins à queue blanche.

Le Lapin à queue blanche peut avoir jusqu'à quatre portées annuellement de deux à huit petits, mais généralement cinq ou six, au cours de la période de reproduction qui s'étire de février à septembre après une gestation de 26 à 32 jours. Avant de mettre bas, les femelles gravides se fabriquent un nid en creusant un trou tapissé d'herbes et de poils arrachés à même leur corps souvent situé à l'abri dans un buisson ou les herbes hautes. À la naissance, les lapereaux sont aveugles et presque totalement dénudés. Ils n'ouvrent les yeux qu'après une semaine et sont sevrés à l'âge de 26 à 32 jours. Certains atteignent la maturité sexuelle aussi tôt qu'à l'âge de trois à six mois, mais la majorité ne se reproduit pas avant le second été.
Durant la période de reproduction, les mâles et les femelles se font la cour de manière spectaculaire en faisant des bonds et en se poursuivant dans toutes les directions.

## Répartition et habitat

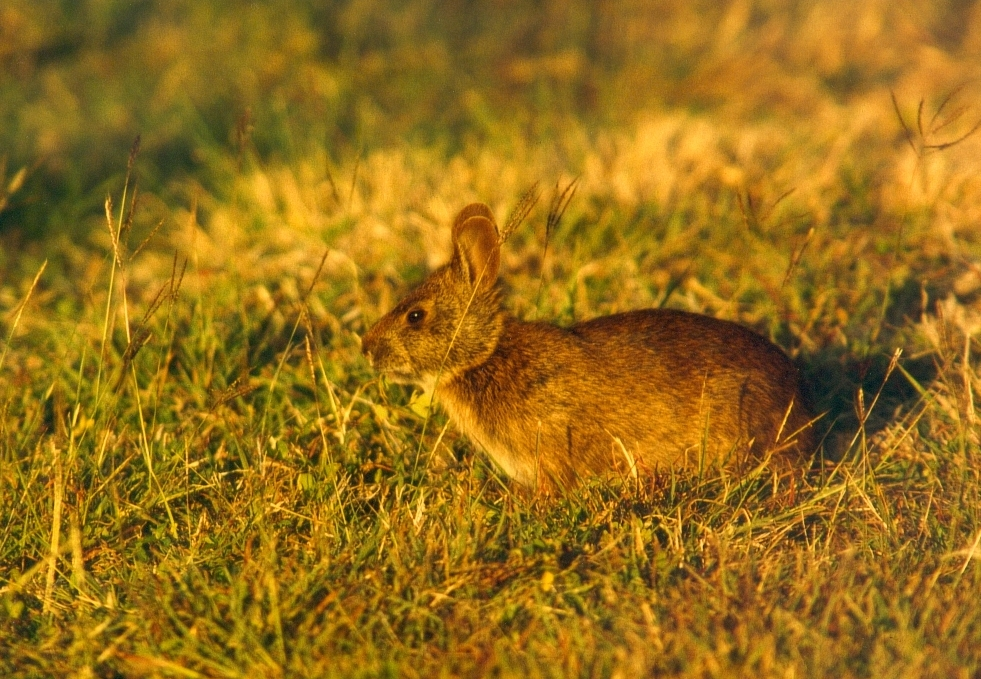
Lapin à queue blanche dans un pré.

On retrouve des Lapins à queue blanche dans tout l'est du l'Amérique du Nord et au nord de l'Amérique du Sud en passant par l'Amérique centrale. Au Québec, son aire de répartition est en expansion ; en effet, on trouve des lapins à queue blanche jusqu'à Mont-Joli dans la région du Bas-Saint-Laurent.
Il a été introduit dans plusieurs pays européens dont la France dès 1953 pour compenser la raréfaction des lapins de garenne (Oryctolagus cuniculus) victimes de la myxomatose. En France, son adaptation est difficile et sa densité demeure faible.[réf. nécessaire]
Il habite dans des champs, des prés et des vergers. On le trouve aussi dans certains parcs urbains. Durant le jour, il se creuse une cachette sous une souche ou dans un bosquet. Il lui arrive aussi d'utiliser un terrier de marmotte lorsqu'il doit s'abriter.

## Systématique
Le Sylvilagus floridanus a treize sous-espèces :
- Sylvilagus floridanus floridanus
- Sylvilagus floridanus alacer
- Sylvilagus floridanus chapmani
- Sylvilagus floridanus holzneri
- Sylvilagus floridanus mallurus
- Sylvilagus floridanus aztecus
- Sylvilagus floridanus connectens
- Sylvilagus floridanus hondurensis
- Sylvilagus floridanus macrocorpus
- Sylvilagus floridanus orizabae
- Sylvilagus floridanus yucatanicus
- Sylvilagus floridanus avius
- Sylvilagus floridanus cumanicus
- Sylvilagus floridanus margaritae
- Sylvilagus floridanus nigronuchalis
- Sylvilagus floridanus orinoci
- Sylvilagus floridanus purgatus
- Sylvilagus floridanus superciliaris

## Relations avec l'être humain
Le Lapin à queue blanche peut être nuisible aux potagers et plantes d'ornement des humains, étant donné qu'il lui arrive de grignoter les légumes des potagers et de ronger l'écorce des arbres d'ornement. Il est possible de l'éviter en entourant ces éléments d'un grillage de 1,6 m de haut enfoui à 12 cm dans le sol.

## Conservation
Le statut du Lapin à queue blanche est de préoccupation mineure selon l'Union internationale pour la conservation de la nature.

#### Ouvrage
- (en) Jacques Prescott et Pierre Richard, Mammifères du Québec et de l'est du Canada, Waterloo (Québec), Éditions Michel Quintin, 2004, 2e éd., 400 p. (ISBN 978-2-89435-270-0)